# Georg Philipp Telemann
Georg Philipp Telemann, född 24 mars 1681 (n.s.) i Magdeburg i Sachsen-Anhalt i Tyskland, död 25 juni 1767 i Hamburg i Tyskland, var en tysk kompositör.
Telemann, som verkade i Hamburg, var god vän med både Johann Sebastian Bach och Georg Friedrich Händel. Hans omfattande produktion var större än dessa två tonsättares tillsammans. Under sin levnad var Telemann ansedd som en av sin tids största kompositörer. I dag ses J. S. Bach generellt som en mer framstående kompositör, men under 1700-talet var Telemann den självklara storheten.
Telemann var en flitig resenär och lät sig under sina bortavistelser i hög grad influeras av olika musikgenrer och stilideal. Vissa av de tidigaste kompositionerna signerade Telemann utmärks av en märklig orkestrering med ovanliga kombinationer av instrument, till exempel violin och trumpet.
Men hans huvudinstrument var och förblev genom hela livet blockflöjten. Numera ses han som en av de främsta tonsättarna av musik för detta något underskattade instrument.
Telemann innehade under sin livstid en mängd viktiga musikaliska ämbeten. Hans karriär nådde en kulmen när han 1721 tillträdde posten som konstnärlig ledare för de fem största kyrkorna i Hamburg, en post han innehade till sin död 46 år senare.

## Biografi
Telemann växte upp i ett inte särdeles musikaliskt hem; en äldre släkting hade visserligen varit kantor i Halberstadt men ingen annan i hans släkt hade ägnat sig åt musicerande eller komposition. Telemanns far avled 1685 och hans mor lämnades att sköta uppfostran och utbildning av barnen. Familjen var välbärgad och tillhörde dåtidens övre medelklass. Telemann började musicera vid 10 års ålder och visade sig snart vara en stor begåvning. Redan vid 12 års ålder komponerade han sin första opera. Dessvärre uppmuntrades han inte  att ägna sig åt musik, tvärtom. Hans mor ogillade tanken på sonen som musiker varför hon konfiskerade samtliga hans instrument och skickade honom 1693 till en skola i Zellerfeld i tron att juristyrket skulle ge sonen en mer lukrativ karriär. Väl där uppmuntrades emellertid hans musikaliska talang och Telemann fortsatte att på egen hand utforska musik och komponering. Vid tiden för hans studentexamen på Andreanum-gymnasiet i Hildesheim behärskade han blockflöjt, orgel, violin, viola da gamba, traversflöjt, oboe, chalumeau, altfiol och bastrombon, helt autodidakt.
Tidiga influenser i Telemanns kompositioner är musik av Johann Rosenmüller och Arcangelo Corelli. År 1701 började han, möjligen efter påtryckningar från sin mor, att studera juridik vid Leipzigs universitet. Det dröjde dock inte länge förrän hans musikaliska talang blev känd på den nya orten och ganska snart mottog han beställningar på musik till Leipzigs två största kyrkor. Snart grundade Telemann ett musiksällskap, Collegium Musicum, bestående av ett 40-tal musiker, allt i syfte att kunna framföra sina egna kompositioner. Året därpå utsågs Telemann till chef för Leipzigs operahus och till kantor vid en av stadens kyrkor. Hans växande framgång retade den äldre kompositören Johann Kuhnau vars position som stadens musikdirektör var hotad av den unge kantorn. Telemann engagerade också många av Leipzigs musikelever i sina operaproduktioner varför de fick mindre tid över åt Kuhnaus kyrkomusikaliska projekt. Kuhnau kallade Telemann nedsättande för ”operamusiker” vilket bland kyrkomusiker var mindre aktat. Trots att Telemann lämnade staden lyckades Kuhnau aldrig återerövra de talanger han förlorade till operamusiken.
Telemann lämnade Leipzig år 1705 och flyttade till Sorau, nuvarande Żary, i Schlesien, där han anställdes som kapellmästare vid greven Erdmann II:s hov. Han lät sig inspireras av franska kompositörer, bland andra Jean-Baptiste Lully och André Campra. Under sin tvååriga tjänst skrev han en mängd sviter och ouvertyrer. När Sverige år 1706 invaderade Schlesien tvingades Erdmann II att evakuera slottet. Telemann reste då till Paris för att senare samma år bli tilldelad tjänsten vid hovet i Eisenach där han ansvarade för vokalmusiken. Här träffade han också Johann Sebastian Bach.
Telemann kan sägas ha nått en karriärmässig höjdpunkt då han 1721 anställdes som musikdirektör i Hamburgs fem största kyrkor, en befattning han skulle inneha till sin död. Han skrev två kantater varje vecka till söndagens högmässa, samtidigt som han komponerade sakral musik för alla typer av förrättningar och evenemang som ägde rum i en stad av Hamburgs dignitet. Utöver detta undervisade han i sång och musikteori samt ledde ett Collegium Musicum som gav konserter varje eller varannan vecka. Parallellt med detta var han under en tid också chef för Hamburgs lokala operahus men operan drabbades snart av en ekonomisk kris och avvecklades.
Då Johann Kuhnaus tjänst blev vakant sökte Telemann den. Av de sex musiker som konkurrerade om tjänsten var Telemann den självklara favoriten. Han informerade sin arbetsgivare i Hamburg om planerna och lyckades därmed att förhandla sig till en löneförhöjning mot att han kvarstannade på sin post som stadens musikdirektör. Då Telemann tackade nej till tjänsten i Leipzig erbjöds den Christoph Graupner som inte heller var intresserad, vilket banade väg för J. S. Bach som tillträdde.
Genom att medverka i ytterligare ett antal ensembler och genom att publicera sina kompositioner i musiktryck kunde Telemann utöka sin inkomst ytterligare.
Med start år 1740 började Telemanns inkomster minska, då han ägande allt mer tid åt att författa musikteoretiska skrifter. Han brevväxlade också med yngre kompositörer, bland andra Franz Benda och Carl Philipp Emanuel Bach (som Telemann för övrigt var gudfar till).
När Georg Philipp Telemanns äldste son Andreas avled 1755 kände han ansvar för att ge sitt barnbarn Georg Michael Telemann en musikalisk fostran och började undervisa den blivande kompositören. Många av Telemanns sakrala oratorier är ifrån denna tid. Trots att han på äldre dagar fick successivt försämrad syn och hans produktivitet sjönk, fortsatte Telemann att komponera fram till sin död den 25 juni 1767.

## Utmärkelser
Asteroiden 4246 Telemann är uppkallad efter honom.